# Lisu
Los lisu (chino: 傈僳; pinyin: Lìsù zú) son una etnia que habita en la República Popular China, Tailandia, Birmania e India. Se cree que son originarios del Tíbet.
Son una de las 56 minorías étnicas oficialmente reconocidas por el gobierno de la República Popular China. Su población en este país se concentra en la provincia de Yunnan aunque se encuentran también algunos grupos en Sichuan. Se calcula que en Tailandia viven unos 30 000 lisu.

## Idioma
Los lisu tienen su propio idioma perteneciente a la familia de las lenguas sino-tibetanas. Antiguamente, cada poblado hablaba su propio dialecto, lo que hacía muy difícil la comunicación entre los lisu. En la actualidad, el idioma es mucho más uniforme. 
Aunque el idioma lisu carecía de caracteres que permitieran su escritura, en el siglo XX se crearon varios sistemas de escritura para este idioma; uno de ellos es el alfabeto Fraser, reconocido oficialmente por el gobierno chino, en 1957 se desarrolló un alfabeto latino basado en el pinyin. Al carecer de textos escritos hasta hace pocos años, la historia de los lisu ha pasado de generación en generación a través de canciones.

## Historia
Los primeros lisu habitaron en las orillas del río Jinsha. Estaban gobernados por dos tribus poderosas: los "wudeng" y los "lianglin". A partir el siglo XII, quedaron sometidos al poder de la dinastía Yuan y, posteriormente, al de la dinastía Ming en la prefectura de Lijiang en Yunnan.
En 1801, los lisu protagonizaron una revuelta contra los jefes locales, de las etnias naxi y bai. El gobierno de la dinastía Qing envió más de 10 000 soldados a la zona. A partir de entonces, el sistema feudal de la región empezó a cambiar.
Durante muchos años, los lisu sufrieron la opresión, primero de los terratenientes locales, después del propio gobierno. En 1940, tenían que abonar 65 tipos diferentes de impuestos, incluido uno que grababa a los Lisu por cada avión que cruzaba su región. Esto provocó que un buen número de lisu emigraran de la zona.

## Cultura

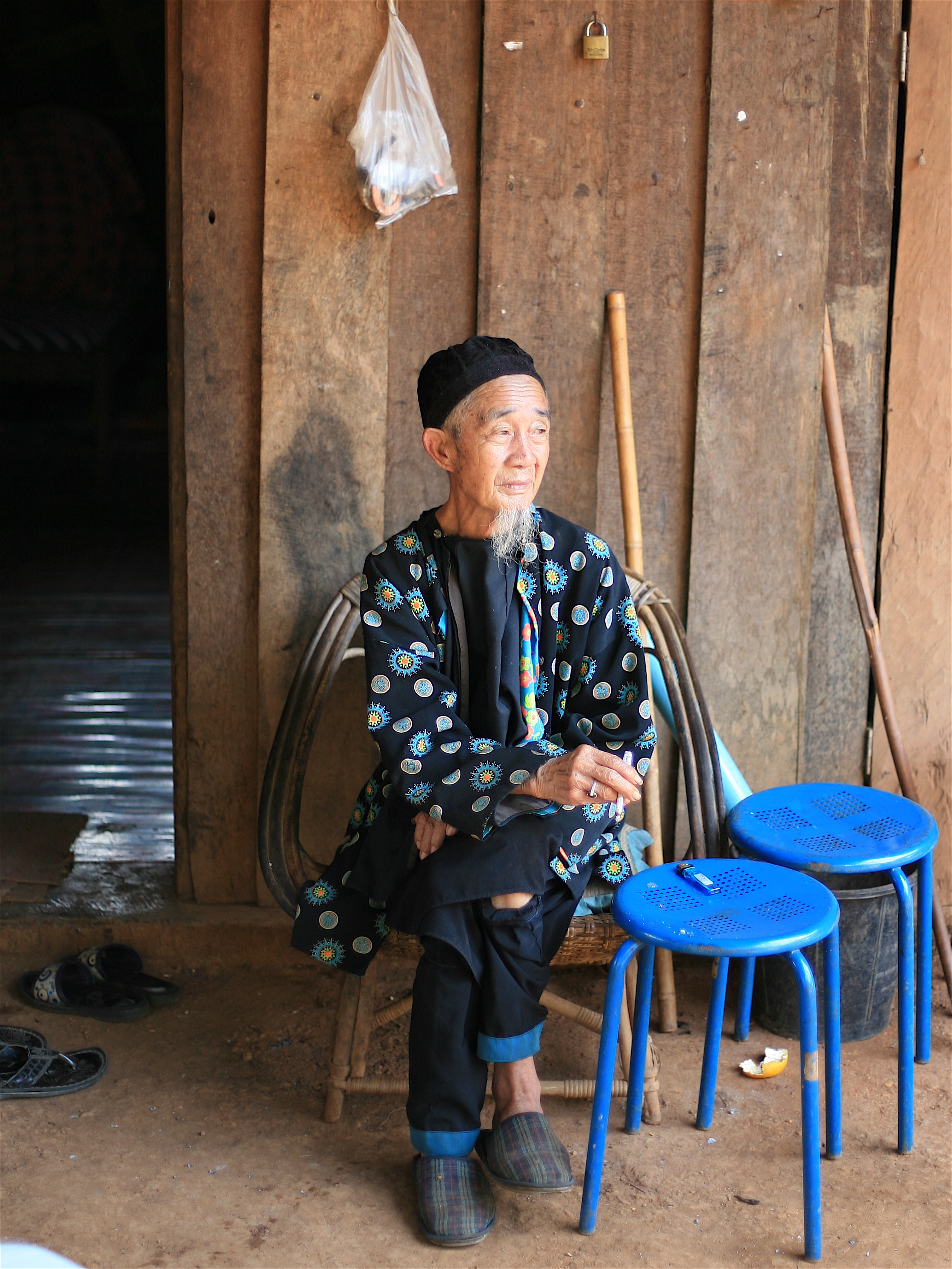
Anciano lisu en Tailandia.

La vestimenta tradicional de las mujeres Lisu está compuesto por una chaqueta corta, realizada en tela con brocados, acompañada de una falda realizada con tela de lino. Los hombres utilizan chaquetas cortas y pantalones que suelen llegar hasta la rodilla. Algunos hombres complementan su vestuario con un turbante realizado con tela negra.
Los lisu construyen sus viviendas con dos tipos diferentes de materiales. Por un lado están las viviendas construidas con madera. Suelen ser cuadradas y su aspecto final es parecido al de una caja de madera. Por otro, están las construidas con cañas de bambú combinadas con madera. Alrededor de la vivienda colocan un cercado de bambú. El centro de la casa es el lugar destinado a la chimenea.

## Religión
Los lisu son una de las etnias que más se han visto influenciadas por los misioneros. A partir del siglo XIX, la llegada de misioneros procedentes del oeste hizo que el cristianismo y especialmente el catolicismo se extendieran por la zona en la que habitan gran parte de los lisu. Muchos de ellos se convirtieron.
Tradicionalmente, los lisu creían que todas las cosas tenían su propio dios. Adoran en la naturaleza a multitud de cosas diversas. En los poblados lisu existen profesionales religiosos que realizan las ofrendas y sacrificios a los dioses. Practican también el arte de la adivinación.